# Liesenich
Liesenich ist eine Ortsgemeinde im Landkreis Cochem-Zell in Rheinland-Pfalz, sie gehört der Verbandsgemeinde Zell (Mosel) an. Liesenich ist ein staatlich anerkannter Erholungsort und zählt mit seiner auf Tourismus ausgelegten Infrastruktur zu den „etwas kleineren“ Orten des Strimmiger Berges.

## Geographie
Liesenich gehört zusammen mit den Gemeinden Altstrimmig, Forst und Mittelstrimmig zum sogenannten Strimmiger Berg im Hunsrück.
Zu Liesenich gehört auch der Wohnplatz Altenwegsmühle.

## Geschichte
Der Strimmiger Berg, auch das Strimmiger Gericht, zählte bis 1780 zum „Dreiherrischen Gebiet“. Wie im Beltheimer Gericht, teilten sich Kurtrier, Sponheim und Braunshorn (später Winneburg und Metternich) die Landesherrschaft. Ab 1794 stand Liesenich unter französischer Herrschaft, 1815 wurde der Ort auf dem Wiener Kongress dem Königreich Preußen zugeordnet. Seit 1946 ist er Teil des Landes Rheinland-Pfalz.
Statistik zur Einwohnerentwicklung
Die Entwicklung der Einwohnerzahl der Gemeinde Liesenich, die Werte von 1871 bis 1987 beruhen auf Volkszählungen:
| Jahr       | Einwohner |
| ---------- | --------- |
| 1815       | 363       |
| 1835       | 479       |
| 1871       | 401       |
| 1905       | 410       |
| 1939       | 373       |
| 1950       | 376       |
| 1961       | 364       |
| 1970       | 338       |
| 1987       | 326       |
| 2005       | 326       |
| 31.12.2007 | 324       |

| Jahr       | Einwohner |
| ---------- | --------- |
| 31.12.2008 | 326       |
| 31.12.2009 | 315       |
| 31.12.2010 | 304       |
| 31.12.2011 | 315       |
| 31.12.2012 | 313       |
| 31.12.2013 | 320       |
| 31.12.2014 | 323       |
| 31.12.2015 | 351       |
| 31.12.2016 | 306       |
| 31.12.2017 | 291       |
| 31.12.2018 | 294       |

## Politik

### Gemeinderat
Der Gemeinderat in Liesenich besteht aus acht Ratsmitgliedern, die bei der Kommunalwahl am 9. Juni 2024 in einer Mehrheitswahl gewählt wurden, und dem ehrenamtlichen Ortsbürgermeister als Vorsitzendem.

### Bürgermeister
Willi Pies wurde am 18. Juli 2024 Ortsbürgermeister von Liesenich. Bei der Direktwahl am 9. Juni 2024 war er als einziger Bewerber mit einem Stimmenanteil von 91,9 % für fünf Jahre gewählt worden.
Die Vorgänger von Willi Pies als Ortsbürgermeister waren Christian Fischer (2019–2024), Wolfgang Gossler und Walter Theisen.